# Elezioni presidenziali a Gibuti del 2005
Le elezioni presidenziali a Gibuti del 2005 si tennero l'8 aprile e videro la conferma del presidente uscente Ismail Omar Guelleh, rieletto per un secondo mandato consecutivo.
Le forze di opposizione, in segno di protesta, hanno deciso di non presentarsi alle urne, lasciando di fatto Guelleh come unico candidato in lista.

## Risultati
| Candidati           | Partiti                                  | Voti    | %      |
| ------------------- | ---------------------------------------- | ------- | ------ |
| Ismail Omar Guelleh | Raggruppamento Popolare per il Progresso | 144 433 | 100,00 |
| Totale              | Totale                                   | 144 433 | 100    |